# (2761) Eddington
(2761) Eddington (1981 AE; 1970 AW; 1974 VZ; 1976 GU4; 1979 TT1; 1979 US1) ist ein ungefähr 16 Kilometer großer Asteroid des äußeren Hauptgürtels, der am 1. Januar 1981 vom US-amerikanischen Astronomen Edward L. G. Bowell am Lowell-Observatorium, Anderson Mesa Station (Anderson Mesa) in der Nähe von Flagstaff, Arizona (IAU-Code 688) entdeckt wurde.

## Benennung
(2761) Eddington wurde anlässlich dessen 100. Geburtstags nach dem Astrophysiker Arthur Stanley Eddington (1882–1944) aus dem Vereinigten Königreich benannt. Er leistete grundlegende Beiträge zur Erforschung des inneren Aufbaus von Sternen sowie beschäftigte sich mit der Relativitätstheorie. Eddington war von 1938 bis 1943 Präsident der Internationalen Astronomischen Union. Der Mondkrater Eddington ist ebenfalls nach ihm benannt.